# Vithuvad gärdsmyg
Vithuvad gärdsmyg< (Campylorhynchus albobrunneus) är en fågel i familjen gärdsmygar inom ordningen tättingar.

## Utseende och läte
Vithuvad gärdsmyg är en medelstor gärdsmyg. Den är karakteristiskt helvit på huvud och undersida, kontrasterande med mörkbrun eller nästan svart rygg.

## Utbredning och systematik
Vithuvad gärdsmyg delas in i tre underarter:
- Campylorhynchus albobrunneus albobrunneus – förekommer i fuktigt lågland i centrala och östra Panama
- Campylorhynchus albobrunneus harterti – förekommer i östra Panama (Darién) och västra Colombia (i söder till Valle)

Taxonet aenigmaticus, med utbredning i sydvästra Colombia (Nariño), har behandlats som underart till trastgärdsmygen (C. turdinus) (och görs även i miss mån fortfarande) eller vithuvad gärdsmyg . Idag tros den utgöra en hybridform mellan vithuvad gärdsmyg och bandryggig gärdsmyg (C. zonatus).

## Levnadssätt
Vithuvad gärdsmyg hittas i fuktiga skogar upp till 1500 meters höjd. Den ses i par eller smågrupper som födosöker på alla nivåer, framför allt kring epifyter. 

## Status
Arten har ett stort utbredningsområde och beståndet anses stabilt. Internationella naturvårdsunionen IUCN listar den därför som livskraftig (LC).